# Classe Revenge
La  classe Revenge di navi da battaglia della Royal Navy britannica è stata una versione leggermente più piccola della precedente classe Queen Elizabeth.
Le unità della classe presero parte sia alla prima che alla seconda guerra mondiale, ma soltanto due unità della classe fecero in tempo ad entrare in servizio per partecipare il 31 maggio 1916 alla battaglia dello Jutland.
Le navi della classe avrebbero dovuto essere otto, ma solo cinque vennero completate: Revenge, Royal Sovereign, Ramillies, Resolution e Royal Oak. Delle altre tre previste, due vennero completate come classe Renown ed ebbero i nomi HMS Renown e HMS Repulse, mentre la terza, il cui nome avrebbe dovuto essere Resistance, non venne realizzata, poiché la sua costruzione venne cancellata prima di essere avviata.
La costruzione di queste unità venne decisa quando si profilava lo scoppio del primo conflitto mondiale e le unità vennero varate tra il 1914 e il 1916. Rispetto alla precedente classe Queen Elisabeth
rappresentarono un passo indietro, avendo una velocità inferiore di 4 nodi. Tale handicap fu anche il motivo per il quale fra le due guerre le Revenge non vennero rimodernate in maniera sostanziale, e rimasero di fatto navi di seconda linea.
Le unità furono completate con propulsione a nafta, sebbene progettate con caldaie che potevano utilizzare sia il carbone che il petrolio, dato che a quel tempo l'olio combustibile poteva essere ottenuto solo da fonti di oltremare, mentre il carbone di alta qualità era immediatamente disponibile nelle Isole Britanniche.
L'armamento principale di queste unità era costituito da otto cannoni da 381mm (15") in quattro torri binate, due prodiere e due poppiere, mentre l'armamento secondario era costituito da cannoni da 6 pollici.

## Unità
- HMS Ramillies – Prese parte alla battaglia di Capo Spartivento nella seconda guerra mondiale. Silurata dai giapponesi nel 1942, prese poi parte al bombardamento di posizioni tedesche durante lo sbarco in Normandia. Venne demolita nel 1948 ed un suo cannone binato da 15 pollici è stato conservato ed è ora in mostra presso l'Imperial War Museum di Londra.
- HMS Resolution – Impegnata in compiti di scorta all'inizio della seconda guerra mondiale, fu silurata da un sommergibile francese di Vichy nel 1940 durante la battaglia di Dakar, rimanendo lievemente danneggiata; venne poi ridislocata in Estremo Oriente e demolita al termine del conflitto nel 1948. Un suo cannone binato da 15 pollici è conservato all'Imperial War Museum di Londra.
- HMS Revenge – Nella prima guerra mondiale prese parte alla battaglia dello Jutland. Dopo aver preso parte alla seconda guerra mondiale venne demolita nel 1948.
- HMS Royal Oak – Nella prima guerra mondiale partecipò alla battaglia dello Jutland. Durante le prime fasi della seconda guerra mondiale venne affondata, mentre era alla fonda a Scapa Flow da tre siluri dal sommergibile tedesco U 47, con la perdita di 833 componenti del suo equipaggio.
- HMS Royal Sovereign – Nella prima parte della seconda guerra mondiale fu impegnata nella scorta ai convogli, prendendo parte nel Mediterraneo alla battaglia di Punta Stilo. Nel 1944 fu prestata all'Unione Sovietica e ribattezzata Archangel'sk. Dopo la guerra, fu restituita nel 1949 alla Gran Bretagna e ivi demolita.